# Unione Sportiva Salernitana 1919 2016-2017
Questa voce raccoglie le informazioni riguardanti l'Unione Sportiva Salernitana 1919 nelle competizioni ufficiali della stagione 2016-2017.

## Stagione

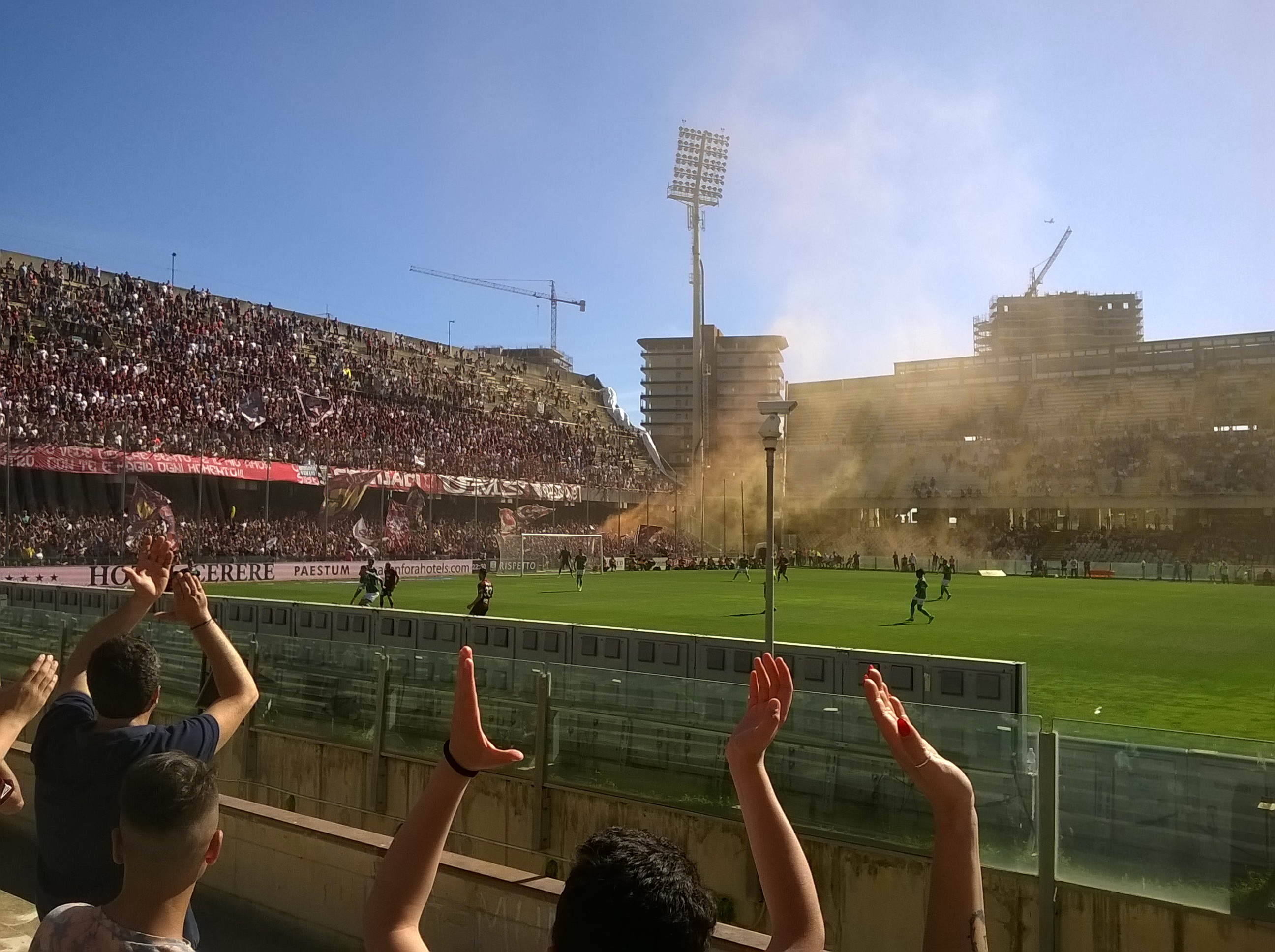
Il derby Salernitana-Avellino alla penultima di campionato

Per la stagione 2016-2017 la Salernitana cambia nuovamente tecnico affidandosi a Giuseppe Sannino e al suo staff. Il 13 luglio il nuovo tecnico viene presentato alla stampa al Seci center insieme alla campagna abbonamenti e alle nuove divise da gioco, mentre la domenica successiva, la squadra parte per il ritiro a Sarnano.
L’inizio di stagione della Salernitana (Bersagliera) non è dei migliori, con soli 2 punti raccolti nelle prime 4 partite. 
La squadra ha ottenuto due pareggi contro Spezia e Verona, mentre ha subito due sconfitte contro Novara e Vicenza, quest’ultima rappresenta la prima battuta d’arresto casalinga.
Dopo il pareggio a reti bianche con il Cesena, arriva la prima vittoria in campionato contro il Trapani per 2-0. La vittoria viene subito vanificata dalla sconfitta fuori casa con la sorpresa del campionato: la SPAL. 
Il derby vinto 2-1 contro il Benevento, altra sorpresa del campionato, sembra rimettere in carreggiata i granata. Tuttavia, da quel momento in poi, la Salernitana entra in una sorta di “pareggite”, con quattro pari consecutivi contro Brescia, Entella, Ascoli e Pisa. Questa serie viene interrotta dalla sconfitta in trasferta contro il Cittadella. 
Il tecnico finisce sul banco degli imputati, accusato di adottare un gioco troppo difensivista nonostante le qualità offensive della squadra. Dopo un mese, la Salernitana torna finalmente alla vittoria in casa, superando la Ternana per 4-2 in rimonta. Tuttavia, anche questo successo si rivela illusorio, perché nelle due giornate successive la squadra torna a pareggiare contro Latina e Pro Vercelli. 
Proprio il pareggio con i piemontesi scatena la rabbia del tecnico, che, costretto a seguire la partita da un box in tribuna stampa, al fischio finale si lascia andare a una dichiarazione pesante nei confronti della città, affermando che a Salerno “non hanno mai visto il calcio”.
Dopo una serie di risultati altalenanti e di un rapporto poco felice con la tifoseria e in contrasto con la società, il 30 novembre 2016 l'allenatore Giuseppe Sannino, rassegna le proprie dimissioni.  
Lasciando la squadra al quindicesimo posto. Due giorni dopo la società comunica di aver affidato la guida della prima squadra all'allenatore Alberto Bollini.
Che esordisce perdendo 2-0 contro il Bari e vincendo per la prima volta fuori casa per 3-1 contro il più quotato Frosinone. Seguono due sconfitte consecutive con il Carpi e nel sentitissimo derby con l’Avellino, il giorno della vigilia di Natale, e chiude il girone d’andata vincendo 2-1 contro il Perugia. 
Nel mercato invernale vengono ceduti Laverone ai rivali avellinesi, Caccavallo al Venezia e Franco (difensore artefice della promozione in B due anni fa) al Livorno. 
In entrata invece arrivano: il portiere Gomis, che sostituisce un contestato Terracciano, Minala, Bittante e Sprocati.
Al giro di boa, la Salernitana continua ad alternare prestazioni altalenanti: vince contro Spezia e Vicenza, pareggia con Novara e Cesena e perde con Verona , Trapani e SPAL (quest’ultime arrivate di fila). 
Dopo il pareggio nel derby col Benevento, la squadra inanella 4 vittorie consecutive con Brescia, Entella, Ascoli e Pisa, piazzandosi al decimo posto a pochi punti dai playoff.
Alla fine della stagione, la Salernitana non raggiunge i Play-off anche se l'aritmetica le aveva concesso qualche speranza, pur se labile, fino all'ultima giornata. Ha chiuso il torneo in decima posizione con 54 punti, a 4 punti dagli spareggi. Firmando 16 reti Massimo Coda risulta il miglior marcatore stagionale dei granata.
In Coppa Italia i granata superano il secondo turno vincendo (2-4) a Benevento dopo i calci di rigore, dopo aver chiuso (0-0) i tempi regolamentari, nel terzo turno vengono eliminati dal Pisa, pareggiando in casa (1-1) ma perdendo (3-4) ai rigori.

## Divise e sponsor
Lo sponsor tecnico per la stagione 2016-2017 è Givova mentre gli sponsor ufficiali sono Caffè Motta (main sponsor), Supermercati Etè (co-sponsor), Suntrades (sul retro di maglia) e Iasa (pantaloncino). Le divise da gioco vennero presentate il 14 luglio 2016 al Seci center insieme al nuovo tecnico Giuseppe Sannino. La maglia casalinga è granata con bordi neri sulle spalle e pantaloncini e calzettoni neri. Quella da trasferta è bianca con una "S" granata sul lato destro della maglia, mentre la terza divisa è interamente grigia.
| Casa | Trasferta | Terza divisa |

## Organigramma societario
Di seguito sono riportati i membri dello staff della Salernitana.
Area direttiva
- Presidente: carica vacante[3]
- Amministratore unico: Luciano Corradi
- Presidente collegio sindacale: Ulderico Granata
- Sindaco: Stefano Di Natale, Massimiliano Troiani

Area organizzativa
- Segretario generale: Rodolfo De Rose
- Area biglietteria: Maria Vernieri
- Collaboratrice: Gabriella Borgia
- Delegato alla sicurezza: Gianluigi Casaburi
- Vicedelegato alla sicurezza: Giovanni Russo

Area comunicazione
- Ufficio stampa: Gianluca Lambiase

Area tecnica
- Direttore sportivo: Angelo Mariano Fabiani
- Allenatore: Giuseppe Sannino, dal 1º dicembre Alberto Bollini[11]
- Allenatore in seconda: Fulvio Fiorin, dal 1º dicembre Andrea Ferdenzi
- Preparatore atletico: Domenco Melino, dal 1º dicembre Cristian Ferrante
- Preparatore portieri: Luigi Genovese
- Recupero infortunati: Gianluca Angelicchio
- Team manager: Salvatore Avallone
- Magazziniere: Agostino Palladino, Gerardo Salvucci

Area sanitaria
- Responsabile sanitario: Giuseppe Aucello
- Medico sociale: Italo Leo
- Nutrizionista: Antonio Lanni
- Fisioterapista: Michele Cuoco, Giuseppe Magliano

## Rosa
Di seguito è riportata la rosa della Salernitana.
| N. |                       | Ruolo | Calciatore                   |
| -- | --------------------- | ----- | ---------------------------- |
| 1  | Italia (bandiera)     | P     | Pietro Terracciano           |
| 2  | Italia (bandiera)     | D     | Michele Franco               |
| 2  | Italia (bandiera)     | D     | Luca Bittante                |
| 3  | Italia (bandiera)     | D     | Luigi Vitale                 |
| 4  | Italia (bandiera)     | D     | Alessandro Bernardini        |
| 5  | Italia (bandiera)     | C     | Davide Moro                  |
| 5  | Brasile (bandiera)    | C     | Ronaldo                      |
| 6  | Italia (bandiera)     | D     | Raffaele Schiavi             |
| 7  | Portogallo (bandiera) | A     | João Silva                   |
| 8  | Italia (bandiera)     | C     | Massimiliano Busellato       |
| 9  | Italia (bandiera)     | A     | Massimo Coda                 |
| 10 | Italia (bandiera)     | C     | Alessandro Rosina (capitano) |
| 11 | Italia (bandiera)     | A     | Alfredo Donnarumma           |
| 12 | Grecia (bandiera)     | P     | Michalis Iliadis             |
| 13 | Italia (bandiera)     | D     | Valerio Mantovani            |
| 14 | Italia (bandiera)     | D     | Andrea Rossi                 |
| 14 | Italia (bandiera)     | C     | Francesco Della Rocca        |
| 15 | Italia (bandiera)     | C     | Antonio Grillo               |
| 16 | Italia (bandiera)     | D     | Alessandro Tuia              |

| N. |                                 | Ruolo | Calciatore          |
| -- | ------------------------------- | ----- | ------------------- |
| 17 | Italia (bandiera)               | A     | Giuseppe Caccavallo |
| 17 | Camerun (bandiera)              | C     | Joseph Minala       |
| 18 | Italia (bandiera)               | C     | Gennaro Troianiello |
| 18 | Brasile (bandiera)              | D     | Luiz Felipe         |
| 19 | Italia (bandiera)               | A     | Riccardo Improta    |
| 20 | Ghana (bandiera)                | C     | Moses Odjer         |
| 21 | Bosnia ed Erzegovina (bandiera) | A     | Drilon Cenaj        |
| 22 | Italia (bandiera)               | P     | Luca Liverani       |
| 23 | Italia (bandiera)               | P     | Antonio Rosti       |
| 24 | Italia (bandiera)               | A     | Francesco Proto     |
| 25 | Italia (bandiera)               | A     | Giuseppe Altea      |
| 26 | Italia (bandiera)               | D     | Marco Libertino     |
| 27 | Italia (bandiera)               | D     | Lorenzo Laverone    |
| 27 | Senegal (bandiera)              | P     | Alfred Gomis        |
| 28 | Italia (bandiera)               | C     | Antonio Zito        |
| 29 | Italia (bandiera)               | D     | Gabriele Perico     |
| 32 | Italia (bandiera)               | A     | Nevio Carrafiello   |
| 33 | Italia (bandiera)               | A     | Mattia Sprocati     |

## Calciomercato
Di seguito sono riportati i trasferimenti del calciomercato 2016-2017 dei granata.

### Sessione estiva(dal 01/07 al 31/08)
| Acquisti         | Acquisti                 | Acquisti        | Acquisti                            |
| R.               | Nome                     | da              | Modalità                            |
| ---------------- | ------------------------ | --------------- | ----------------------------------- |
| P                | Michalis Iliadis         | Īraklīs         | biennale con opzione di rinnovo     |
| P                | Luca Liverani            | Catania         | fine prestito                       |
| D                | Lorenzo Laverone         |                 | svincolato                          |
| D                | Luiz Felipe              | Lazio           | prestito                            |
| D                | Valerio Mantovani        | Torino          | prestito                            |
| D                | Gabriele Perico          |                 | svincolato                          |
| D                | Luigi Vitale             |                 | svincolato                          |
| C                | Massimiliano Busellato   | Cittadella      | prestito con obbligo di riscatto    |
| C                | Francesco Della Rocca    | Perugia         | definitivo                          |
| C                | Antonio Grillo           | Paganese        | fine prestito                       |
| C                | Moses Odjer              | Catania         | riscatto prestito (0,8 milioni)     |
| C                | Ronaldo                  | Lazio           | prestito                            |
| C                | Alessandro Rosina        | Catania         | definitivo                          |
| C                | Daniele Sciaudone        | Spezia          | fine prestito                       |
| A                | Giuseppe Caccavallo      | Paganese        | definitivo                          |
| A                | Drilon Cenaj             | Chievo          | definitivo                          |
| A                | Riccardo Improta         | Genoa           | prestito con opzione e contropzione |
| A                | João Pedro Pereira Silva | Catania         | biennale con opzione di rinnovo     |
| A                | Gennaro Troianiello      | Ternana         | fine prestito                       |
| Altre operazioni |                          |                 |                                     |
| R.               | Nome                     | da              | Modalità                            |
| P                | Raffaele Esposito        | Tuttocuoio      | fine prestito                       |
| P                | Mirko Rochi              | Arezzo          | fine prestito                       |
| D                | Aurelio Penta            | Gelbison        | fine prestito                       |
| C                | Rosario De Sio           | Gelbison        | fine prestito                       |
| C                | Giovanni Nappo           | Aversa Normanna | fine prestito                       |

| Cessioni         | Cessioni            | Cessioni       | Cessioni                |
| R.               | Nome                | a              | Modalità                |
| ---------------- | ------------------- | -------------- | ----------------------- |
| P                | Thomas Strakosha    | Lazio          | fine prestito           |
| D                | Ricardo Bagadur     | Fiorentina     | fine prestito           |
| D                | Luca Ceccarelli     | Bologna        | fine prestito           |
| D                | Riccardo Colombo    |                | svincolato              |
| D                | Alan Empereur       | Foggia         | definitivo              |
| D                | Gianluca Pollace    | Lazio          | fine prestito           |
| D                | Franjo Prce         | Lazio          | fine prestito           |
| D                | Andrea Rossi        | Brescia        | prestito                |
| D                | Trevor Trevisan     |                | svincolato              |
| C                | Andrea Bovo         | Reggiana       | definitivo              |
| C                | Davide Moro         | Cremonese      | definitivo              |
| C                | Manolo Pestrin      |                | svincolato              |
| C                | Ronaldo             | Lazio          | fine prestito           |
| C                | Daniele Sciaudone   |                | rescissione consensuale |
| C                | Gennaro Troianiello | Verona         | definitivo              |
| A                | Sergiu Buș          | Sheffield Weds | fine prestito           |
| A                | Leonardo Gatto      | Atalanta       | fine prestito           |
| A                | Chris Ikonomidis    | Lazio          | fine prestito           |
| A                | Andrea Nalini       |                | svincolato              |
| A                | Mamadou Tounkara    | Lazio          | fine prestito           |
| Altre operazioni |                     |                |                         |
| R.               | Nome                | a              | Modalità                |
| A                | Antonio Martiniello |                | rescissione consensuale |

### Sessione invernale(dal 03/01 al 31/01)
| Acquisti | Acquisti        | Acquisti     | Acquisti                                          |
| R.       | Nome            | da           | Modalità                                          |
| -------- | --------------- | ------------ | ------------------------------------------------- |
| P        | Alfred Gomis    | Torino       | prestito                                          |
| D        | Luca Bittante   | Empoli       | prestito con diritto di riscatto                  |
| C        | Joseph Minala   | Lazio        | prestito con diritto di riscatto e controriscatto |
| A        | Mattia Sprocati | Pro Vercelli | prestito con diritto di riscatto                  |

| Cessioni | Cessioni            | Cessioni | Cessioni                         |
| R.       | Nome                | a        | Modalità                         |
| -------- | ------------------- | -------- | -------------------------------- |
| P        | Luca Liverani       | Paganese | definitivo                       |
| D        | Michele Franco      | Livorno  | definitivo                       |
| D        | Lorenzo Laverone    | Avellino | prestito con obbligo di riscatto |
| A        | Giuseppe Caccavallo | Venezia  | prestito con obbligo di riscatto |

## Risultati

### Serie B

#### Girone di andata
| Arbitro: | Chiffi (Padova) |

|          |           |            |
| Nenê 79’ | Marcatori | 20’ Rosina |

| Arbitro: | Pinzani (Empoli) |

|          |           |         |
| Coda 61’ | Marcatori | 6’ Ganz |

| Arbitro: | Pezzuto (Lecce) |

|               |           |  |
| G. Sansone 7’ | Marcatori |  |

| Arbitro: | Sacchi (Macerata) |

|                            |           |                               |
| Della Rocca 33’ Rosina 54’ | Marcatori | 8’, 21’ Signori 74’ Di Piazza |

| Cesena 19 settembre 2016, ore 20:30 CEST 5ª giornata | Cesena         | 0 – 0 referto | Salernitana | Orogel Stadium-Dino Manuzzi (11 953 spett.)\| Arbitro: \| Serra (Torino) \| |
| Arbitro:                                             | Serra (Torino) |               |             |                                                                             |

| Arbitro: | Marinelli (Tivoli) |

|                          |           |  |
| Vitale 7’ Donnarumma 11’ | Marcatori |  |

| Arbitro: | Ghersini (Genova) |

|                                         |           |                        |
| Schiattarella 7’ Mora 37’ Antenucci 55’ | Marcatori | 4’ Donnarumma 46’ Coda |

| Arbitro: | Manganiello (Pinerolo) |

|                                    |           |             |
| F. Della Rocca 31’ Luiz Felipe 42’ | Marcatori | 87’ Lucioni |

| Arbitro: | Marini (Roma) |

|            |           |             |
| Bisoli 80’ | Marcatori | 42’ Improta |

| Arbitro: | Ros (Pordenone) |

|          |           |           |
| Coda 58’ | Marcatori | 3’ Caputo |

| Ascoli Piceno 25 ottobre 2016, ore 20:30 CEST 11ª giornata | Ascoli           | 0 – 0 referto | Salernitana | Stadio Cino e Lillo Del Duca (5 655 spett.)\| Arbitro: \| Baroni (Firenze) \| |
| Arbitro:                                                   | Baroni (Firenze) |               |             |                                                                               |

| Salerno 29 ottobre 2016, ore 15:00 CEST 12ª giornata | Salernitana         | 0 – 0 referto | Pisa | Stadio Arechi (9 907 spett.)\| Arbitro: \| Aureliano (Bologna) \| |
| Arbitro:                                             | Aureliano (Bologna) |               |      |                                                                   |

| Arbitro: | Nasca (Bari) |

|                  |           |  |
| Litteri 39’, 53’ | Marcatori |  |

| Arbitro: | Minelli (Varese) |

|                                                    |           |                          |
| Perico 32’ Coda 45’ Vitale 45+4’ (rig.) Rosina 70’ | Marcatori | 23’ Palombi 28’ Falletti |

| Arbitro: | Pinzani (Empoli) |

|                  |           |          |
| A.L. Scaglia 49’ | Marcatori | 82’ Coda |

| Arbitro: | Abisso (Palermo) |

|                |           |              |
| Donnarumma 35’ | Marcatori | 81’ Sprocati |

| Arbitro: | Serra (Torino) |

|                         |           |  |
| De Luca 41’ Daprelà 51’ | Marcatori |  |

| Arbitro: | Abbattista (Molfetta) |

|             |           |                          |
| Soddimo 23’ | Marcatori | 13’ Rosina 68’, 84’ Coda |

| Arbitro: | Saia (Palermo) |

|            |           |                           |
| Rosina 64’ | Marcatori | 52’ Di Gaudio 89’ Bifulco |

| Arbitro: | Abisso (Palermo) |

|                                      |           |                                       |
| Jidayi 17’ Ardemagni 45+3’ Verde 90’ | Marcatori | 63’ Busellato 90+3’ (rig.) Donnarumma |

| Arbitro: | Aureliano (Bologna) |

|                         |           |            |
| Donnarumma 16’ Coda 79’ | Marcatori | 90+1’ Dezi |

#### Girone di ritorno
| Arbitro: | Di Paolo (Avezzano) |

|          |           |  |
| Coda 43’ | Marcatori |  |

| Arbitro: | Pasqua (Tivoli) |

|                       |           |  |
| Pazzini 22’ Luppi 60’ | Marcatori |  |

| Salerno 4 febbraio 2017, ore 15:00 CET 24ª giornata | Salernitana           | 0 – 0 referto | Novara | Stadio Arechi (8 120 spett.)\| Arbitro: \| Abbattista (Molfetta) \| |
| Arbitro:                                            | Abbattista (Molfetta) |               |        |                                                                     |

| Arbitro: | Rapuano (Rimini) |

|  |           |               |
|  | Marcatori | 10’ Busellato |

| Arbitro: | La Penna (Roma) |

|            |           |           |
| Minala 22’ | Marcatori | 27’ Cocco |

| Arbitro: | Aureliano (Bologna) |

|              |           |  |
| Maracchi 40’ | Marcatori |  |

| Arbitro: | Pasqua (Tivoli) |

|            |           |                         |
| Coda 90+4’ | Marcatori | 31’ Zigoni 89’ Floccari |

| Arbitro: | Nasca (Bari) |

|                     |           |                 |
| Ceravolo 88’ (rig.) | Marcatori | 34’ (rig.) Coda |

| Arbitro: | Serra (Torino) |

|                         |           |  |
| Coda 56’ Donnarumma 86’ | Marcatori |  |

| Arbitro: | Pinzani (Empoli) |

|  |           |          |
|  | Marcatori | 34’ Coda |

| Arbitro: | Illuzzi (Molfetta) |

|                             |           |  |
| Sprocati 47’ Bernardini 65’ | Marcatori |  |

| Arbitro: | Chiffi (Padova) |

|  |           |            |
|  | Marcatori | 72’ Rosina |

| Salerno 4 aprile 2017, ore 20:30 CEST 34ª giornata | Salernitana         | 0 – 0 referto | Cittadella | Stadio Arechi (11 236 spett.)\| Arbitro: \| Di Paolo (Avezzano) \| |
| Arbitro:                                           | Di Paolo (Avezzano) |               |            |                                                                    |

| Arbitro: | Manganiello (Pinerolo) |

|              |           |  |
| Avenatti 20’ | Marcatori |  |

| Arbitro: | Rapuano (Rimini) |

|                         |           |                |
| Rosina 56’ Sprocati 78’ | Marcatori | 40’ De Giorgio |

| Vercelli 22 aprile 2017, ore 15:00 CEST 37ª giornata | Pro Vercelli      | 0 – 0 referto | Salernitana | Stadio Silvio Piola (3 417 spett.)\| Arbitro: \| Sacchi (Macerata) \| |
| Arbitro:                                             | Sacchi (Macerata) |               |             |                                                                       |

| Salerno 25 aprile 2017, ore 15:00 CEST 38ª giornata | Salernitana       | 0 – 0 referto | Bari | Stadio Arechi (15 944 spett.)\| Arbitro: \| Ghersini (Genova) \| |
| Arbitro:                                            | Ghersini (Genova) |               |      |                                                                  |

| Arbitro: | Pasqua (Tivoli) |

|                 |           |                                                         |
| Coda 89’ (rig.) | Marcatori | 8’ Mazzotta 16’ (aut.) Bittante 45+6’ (rig.) D. Ciofani |

| Arbitro: | Ros (Pordenone) |

|                               |           |  |
| Bianco 72’ (rig.) Lasagna 75’ | Marcatori |  |

| Arbitro: | Pinzani (Empoli) |

|                      |           |  |
| Coda 66’ Improta 89’ | Marcatori |  |

| Arbitro: | Abbattista (Molfetta) |

|                                         |           |                      |
| M. Ricci 31’ Di Carmine 45’ Terrani 54’ | Marcatori | 30’ Coda 57’ Ronaldo |

### Coppa Italia

#### Secondo turno
| Arbitro: | Di Paolo (Avezzano) |

|                                  |                      |                             |
| Mazzeo Lucioni Ceravolo De Falco | Tiri di rigore 2 – 4 | Vitale Coda Zito Donnarumma |

#### Terzo Turno
| Arbitro: | Valeri (Roma) |

|                                        |                      |                                            |
| Donnarumma 1’                          | Marcatori            | 90+2’ Montella                             |
| Vitale Caccavallo Zito Donnarumma Coda | Tiri di rigore 3 – 4 | Mannini Lupoli Peralta Di Tacchio Montella |

## Statistiche
Statistiche aggiornate al termine della stagione

### Statistiche di squadra
| Competizione | Punti       | In casa | In casa | In casa | In casa | In casa | In casa | In trasferta | In trasferta | In trasferta | In trasferta | In trasferta | In trasferta | Totale | Totale | Totale | Totale | Totale | Totale | DR |
| Competizione | Punti       | G       | V       | N       | P       | Gf      | Gs      | G            | V            | N            | P            | Gf           | Gs           | G      | V      | N      | P      | Gf     | Gs     | DR |
| ------------ | ----------- | ------- | ------- | ------- | ------- | ------- | ------- | ------------ | ------------ | ------------ | ------------ | ------------ | ------------ | ------ | ------ | ------ | ------ | ------ | ------ | -- |
| Serie B      | 54          | 21      | 9       | 8       | 4       | 28      | 19      | 21           | 4            | 7            | 10           | 16           | 25           | 42     | 13     | 15     | 14     | 44     | 44     | 0  |
| Coppa Italia | terzo turno | 1       | 0       | 1       | 0       | 1       | 1       | 1            | 0            | 1            | 0            | 0            | 0            | 2      | 0      | 2      | 0      | 1      | 1      | 0  |
| Totale       | 54          | 22      | 9       | 9       | 4       | 29      | 20      | 22           | 4            | 8            | 10           | 16           | 25           | 44     | 13     | 17     | 14     | 45     | 45     | 0  |

### Andamento in campionato
| Giornata  | 1 | 2  | 3  | 4  | 5  | 6  | 7  | 8  | 9  | 10 | 11 | 12 | 13 | 14 | 15 | 16 | 17 | 18 | 19 | 20 | 21 | 22 | 23 | 24 | 25 | 26 | 27 | 28 | 29 | 30 | 31 | 32 | 33 | 34 | 35 | 36 | 37 | 38 | 39 | 40 | 41 | 42 |
| --------- | - | -- | -- | -- | -- | -- | -- | -- | -- | -- | -- | -- | -- | -- | -- | -- | -- | -- | -- | -- | -- | -- | -- | -- | -- | -- | -- | -- | -- | -- | -- | -- | -- | -- | -- | -- | -- | -- | -- | -- | -- | -- |
| Luogo     | T | C  | T  | C  | T  | C  | T  | C  | T  | C  | T  | C  | T  | C  | T  | C  | T  | T  | C  | T  | C  | C  | T  | C  | T  | C  | T  | C  | T  | C  | T  | C  | T  | C  | T  | C  | T  | C  | C  | T  | C  | T  |
| Risultato | N | N  | P  | P  | N  | V  | P  | V  | N  | N  | N  | N  | P  | V  | N  | N  | P  | V  | P  | P  | V  | V  | P  | N  | V  | N  | P  | P  | N  | V  | V  | V  | V  | N  | P  | V  | N  | N  | P  | P  | V  | P  |
| Posizione | 9 | 13 | 17 | 19 | 18 | 13 | 16 | 13 | 13 | 14 | 15 | 15 | 16 | 13 | 12 | 12 | 16 | 14 | 14 | 17 | 15 | 13 | 13 | 13 | 13 | 13 | 14 | 14 | 14 | 14 | 13 | 13 | 10 | 10 | 10 | 10 | 10 | 10 | 10 | 10 | 10 | 10 |

Fonte:  EVOLUZIONE CLASSIFICA SERIE B 16/17, su transfermarkt.it.
Legenda:

Luogo: C = Casa; T = Trasferta. Risultato: V = Vittoria; N = Pareggio; P = Sconfitta.

### Statistiche dei giocatori
Sono in corsivo i calciatori che hanno lasciato la società a stagione in corso.
| Giocatore        | Serie B  | Serie B | Serie B     | Serie B    | Coppa Italia | Coppa Italia | Coppa Italia | Coppa Italia | Totale   | Totale | Totale      | Totale     |
| Giocatore        | Presenze | Reti    | Ammonizioni | Espulsioni | Presenze     | Reti         | Ammonizioni  | Espulsioni   | Presenze | Reti   | Ammonizioni | Espulsioni |
| ---------------- | -------- | ------- | ----------- | ---------- | ------------ | ------------ | ------------ | ------------ | -------- | ------ | ----------- | ---------- |
| G. Altea         | -        | -       | -           | -          | -            | -            | -            | -            | -        | -      | -           | -          |
| A. Bernardini    | 38       | 1       | 8           | 0          | 2            | 0            | 1            | 0            | 40       | 1      | 9           | 0          |
| L. Bittante      | 18       | 0       | 1           | 0          | -            | -            | -            | -            | 18       | 0      | 1           | 0          |
| M. Busellato     | 25       | 2       | 9           | 0          | 2            | 0            | 1            | 0            | 27       | 2      | 10          | 0          |
| G. Caccavallo    | 10       | 0       | 0           | 0          | 2            | 0            | 1            | 0            | 12       | 0      | 1           | 0          |
| N. Carrafiello   | 0        | 0       | 0           | 0          | -            | -            | -            | -            | 0        | 0      | 0           | 0          |
| D. Cenaj         | 0        | 0       | 0           | 0          | 0            | 0            | 0            | 0            | 0        | 0      | 0           | 0          |
| M. Coda          | 40       | 16      | 4           | 1          | 2            | 0            | 0            | 0            | 42       | 16     | 4           | 1          |
| F. Della Rocca   | 30       | 2       | 3           | 0          | -            | -            | -            | -            | 30       | 2      | 3           | 0          |
| A. Donnarumma    | 29       | 6       | 2           | 0          | 2            | 1            | 0            | 0            | 31       | 7      | 2           | 0          |
| M. Franco        | 0        | 0       | 0           | 0          | 0            | 0            | 0            | 0            | 0        | 0      | 0           | 0          |
| A. Gomis         | 21       | -17     | 0           | 0          | -            | -            | -            | -            | 21       | -17    | 0           | 0          |
| A. Grillo        | 0        | 0       | 0           | 0          | 1            | 0            | 0            | 0            | 1        | 0      | 0           | 0          |
| M. Iliadis       | 0        | -0      | 0           | 0          | -            | -            | -            | -            | 0        | -0     | 0           | 0          |
| R. Improta (III) | 31       | 2       | 8           | 0          | -            | -            | -            | -            | 31       | 2      | 8           | 0          |
| L. Laverone      | 8        | 0       | 1           | 0          | 2            | 0            | 0            | 0            | 10       | 0      | 1           | 0          |
| L. Liverani      | 0        | -0      | 0           | 0          | 0            | -0           | 0            | 0            | 0        | -0     | 0           | 0          |
| Luiz Felipe      | 7        | 1       | 2           | 0          | -            | -            | -            | -            | 7        | 1      | 2           | 0          |
| V. Mantovani     | 13       | 0       | 4           | 1          | 2            | 0            | 0            | 0            | 15       | 0      | 4           | 1          |
| J. Minala        | 16       | 1       | 7           | 2          | -            | -            | -            | -            | 16       | 1      | 7           | 2          |
| D. Moro          | 1        | 0       | 0           | 0          | 2            | 0            | 2            | 0            | 3        | 0      | 2           | 0          |
| M. Odjer         | 26       | 0       | 7           | 2          | 1            | 0            | 1            | 0            | 27       | 0      | 8           | 2          |
| G. Perico        | 32       | 1       | 6           | 0          | -            | -            | -            | -            | 32       | 1      | 6           | 0          |
| Ronaldo          | 31       | 1       | 11          | 0          | -            | -            | -            | -            | 31       | 1      | 11          | 0          |
| F. Proto         | -        | -       | -           | -          | -            | -            | -            | -            | -        | -      | -           | -          |
| A. Rosina        | 38       | 6       | 2           | 0          | -            | -            | -            | -            | 38       | 6      | 2           | 0          |
| A. Rosti         | 0        | -0      | 0           | 0          | 0            | -0           | 0            | 0            | 0        | -0     | 0           | 0          |
| A. Rossi         | -        | -       | -           | -          | 0            | 0            | 0            | 0            | 0        | 0      | 0           | 0          |
| R. Schiavi       | 17       | 0       | 6           | 1          | 1            | 0            | 1            | 0            | 18       | 0      | 7           | 1          |
| J. Silva         | 20       | 0       | 0           | 0          | -            | -            | -            | -            | 20       | 0      | 0           | 0          |
| M. Sprocati      | 14       | 2       | 0           | 0          | -            | -            | -            | -            | 14       | 2      | 0           | 0          |
| P. Terracciano   | 21       | -27     | 0           | 0          | 2            | -1           | 0            | 0            | 23       | -28    | 0           | 0          |
| G. Troianiello   | -        | -       | -           | -          | 0            | 0            | 0            | 0            | 0        | 0      | 0           | 0          |
| A. Tuia          | 29       | 0       | 10          | 1          | 2            | 0            | 0            | 0            | 31       | 0      | 10          | 1          |
| L. Vitale        | 38       | 2       | 10          | 1          | 2            | 0            | 2            | 0            | 40       | 2      | 12          | 1          |
| A. Zito          | 31       | 1       | 6           | 1          | 2            | 0            | 0            | 0            | 33       | 1      | 6           | 1          |

## Giovanili

### Organigramma
- Responsabile settore giovanile: Adriano Ciardullo
- Staff: Alberto Bianchi, Mario Ferraioli, Fabrizio Fabiani, Adele Triggiano

Primavera
- Allenatore: Marco Savini
- Allenatore in seconda: Claudio Longo
- Preparatore Atletico: Pierluigi Caroccia
- Team Manager: Antonio Larocca
- Dirigente: Alessandro Pastore
- Medico Sociale: Renato Lucarelli
- Fisioterapista: Antonio D'Amato

Under-17 Serie A e B
- Allenatore: Ciro De Cesare
- Allenatore in seconda: Ernesto De Santis
- Preparatore portieri: Alessandro Nigro
- Collaboratore tecnico: Rosario Pastore
- Preparatore atletico: Vincenzo Laurino
- Dirigente: Umberto Guarracino, Andrea Gambardella
- Medico Sociale: Roberto Cascone

Under-16
- Allenatore: Emanuele Ferraro
- Preparatore portieri: Alessandro Nigro
- Preparatore atletico: Pierluigi Marano
- Dirigente: Cesare Guglielmi, Michele Belfiore
- Medico Sociale: Pietro De Luca

### Piazzamenti
- Primavera:
  - Campionato: 14º posto[54]
  - Coppa Italia: Secondo turno
- Under-17 Serie A e B:
  - Campionato: 12º posto[55]
- Under-16 Serie A e B: 
  - Campionato: 23º posto[56]